# باكو غونزاليس (لاعب كرة قدم مواليد 1897)
فرانسيسكو غونزاليس غالان (14 فبراير 1897 - 9 فبراير 1976)، المعروف أيضًا باسم باكو غونزاليس، كان لاعب كرة قدم إسباني لعب كمهاجم لنادي ريال مدريد، وإسبانيول في عشرينيات القرن العشرين.
عمل فيما بعد كمدير فني، حيث تولى مسئولية ديبورتيفو لاكورونيا وريال سرقسطة.

## مسيرة اللعب

### بداية مسيرته المهنية
وُلِد باكو في لا كورونيا في 14 فبراير 1897، وبدأ مسيرته الكروية في صفوف الشباب لفريقي مدينته سيليتا وأرفيدا، ومن هناك انتقل إلى نادي ريال كورونيا في عام 1913. في العام التالي، وقع عقدًا مع نادي ديبورتيفو دي لا كورونيا، الذي لعب معه لمدة خمس سنوات، حتى عام 1919، عندما أُرسل إلى مدريد لأداء خدمته العسكرية الإلزامية في كتيبة إل باردو، حيث سرعان ما أصبح قائد فريق فوج التلغراف في بطولة المنطقة الوسطى العسكرية.

### ريال مدريد
بعد وقت قصير من وصوله إلى العاصمة الإسبانية في عام 1919، وقع باكو مع ريال مدريد، الذي سجل معه إجمالي 11 هدفًا في 23 مباراة رسمية بين عامي 1919 و1922، مما ساعد فريقه على الفوز ببطولتين إقليميتين في عامي 1920 و1922. خلال فترة وجوده الأولى في مدريد، لعب إلى جانب رئيس النادي المستقبلي سانتياغو برنابيو، الذي شكل معه صداقة صادقة.
بعد أن أنهى خدمته العسكرية، ذهب باكو إلى برشلونة، حيث وقع عقدًا مع نادي إسبانيول كمحترف سري براتب شهري قدره 1000 بيزيتا. هناك، لعب إلى جانب حارس المرمى التاريخي ريكاردو زامورا، الذي أقام معه صداقة عظيمة. في أغسطس 1923، كان موضوعًا لمباراة تكريم من ديبورتيفو دي لا كورونيا. وظل وفياً لإسبانيول لمدة موسمين، وسجل إجمالي هدف واحد في 10 مباريات رسمية، جميعها في بطولة كتالونيا. غادر النادي في أبريل 1924، بعد قبول عرض من نادي إلتشي الذي تأسس حديثًا ليصبح مدربهم الرئيسي (وبالتالي يعمل كلاعب ومدرب )، ووقع على عقد مقابل 1500 بيزيتا شهريًا ومباراة تكريمية، وكان وصوله اللاحق إلى إلتشي حدثًا رئيسيًا. وبعد شهرين، في يونيو 1924، لعب هو وصديقه زامورا مباراتين وديتين ضد مدريد، وساعدا فريقهما على التعادل 1-1 في المباراة الأخيرة.
في يناير 1925، عاد باكو إلى مسقط رأسه بعد تلقيه مكالمة من نادي ديبورتيفو ليحل محل رامون باكو، الذي سافر إلى إشبيلية لتمثيل المنتخب الجاليكي في الدور نصف النهائي من كأس أمير أستورياس 1922-1923. ومع ذلك، لم يتمكن من لعب سوى مباراتين مع ديبورتيفو، ففي المباراة الثانية، وهي مباراة ديربي ضد سيلتا فيجو على ملعب كويا في بطولة جاليسيا، تعرض لكسر في الترقوة في اصطدام مع لويس باسارين لاعب سيلتا، على الرغم من أنه بقي في الملعب حتى النهاية.
في 19 مايو 1925، غادر باكو إلتشي بعد تلقيه مكالمة من صديقه بيرنابيو للعودة إلى مدريد، وفعل ذلك حتى بعد أن عرض عليه إلتشي، في محاولة يائسة للاحتفاظ به، منصب مستشار في مجلس المدينة. في فترته الثانية مع مدريد، سجل هدفًا واحدًا فقط في 7 مباريات، مما ساعد فريقه على الفوز ببطولة سنترو مرة أخرى. وفي المجمل، سجل 12 هدفًا في 30 مباراة رسمية مع مدريد.

### مسيرته المهنية اللاحقة
بعد مغادرة مدريد في عام 1926، وقع باكو كلاعب ومدرب لنادي جيمناستيكا دي توريلافيجا، ولكن بعد بضعة أشهر فقط، في 9 فبراير 1927، انتهت مسيرته الكروية بعد حادث مروري أثناء ركوبه دراجته النارية لمشاهدة مباراة في بطولة كانتابريا بين نادي يونيون ونادي راسينغ دي سانتاندير.

## المسيرة الدولية
في يوليو 1920، أثناء إجازته العسكرية في مسقط رأسه، دُعي باكو للمشاركة في ما يسمى بمباريات "الاحتمالات مقابل الاحتمالات"، والتي أقيمت في ملعب كويا في فيجو بهدف إيجاد فريق يمثل إسبانيا في دورة الألعاب الأولمبية لعام 1920 في أنتويرب؛ بدأ مباراتين لفريق الاحتمالات، وعلى الرغم من أنه سجل هدفًا ليساعد فريقه على الفوز بنتيجة 4-0، إلا أنه لم يُؤخذ في الاعتبار أبدًا من قبل المدرب الوطني باكو برو.

## المهنة الإدارية

### النجاح المبكر
بعد انتهاء مسيرته كلاعب في عام 1927، ظل باكو مرتبطًا بتوريلافيجا، كمدرب الآن، والذي أشرف عليه لمدة عامين آخرين، من عام 1927 حتى عام 1929، عندما قرر العودة إلى كورونيا بسبب سوء صحة والده. في أغسطس من ذلك العام، تم تعيينه مدربًا جديدًا لفريق ديبورتيفو لا كورونيا، الذي كان يلعب آنذاك في دوري الدرجة الثانية، ليصبح بذلك ثاني مواطن من كورونيا يشغل هذا المنصب بعد أندريس بالسا. كما تم تسجيله كلاعب في حالة ضرورة مشاركته في أي مباراة، وهو ما حدث في بعض مباريات بطولة غاليسيا، بسبب إصابة إيجويا ورامون باكو، وكذلك في اليوم الثالث ضد فالنسيا في 15 ديسمبر 1929، حيث ساعد باكو البالغ من العمر 32 عامًا فريقه على الفوز بنتيجة 3-1. في الشهر التالي، ومع ذلك، في 26 يناير 1930، استقال بعد هزيمة ثقيلة أمام ريال مورسيا (6-2)، وحل محله فيليكس جيلا.
في العام التالي، في مارس 1931، تزوج باكو من ماريا سواريز فيسينت، وأنجب منها ثلاثة أطفال، بما في ذلك ديفيد ريكاردو، الذي كان أيضًا لاعب كرة قدم، ولعب في الدرجة الثانية مع أمثال سالامانكا، وكودال ديبورتيفو، وهيركوليس في الخمسينيات. في أغسطس 1931، وبعد فترة انقطاع دامت 18 شهرًا، عاد إلى عالم كرة القدم كمدرب لنادي ناسيونال مدريد، بناءً على توصية من صديقه زامورا، الذي كان الأب الروحي لابنه ديفيد ريكاردو. من المثير للدهشة أن باكو نجح في قيادة ناسيونال إلى المركز الثاني في بطولة مانكومونادو سنترو أراجون عام 1932، مما أهل النادي إلى كأس ملك إسبانيا، حيث أطاحوا بنادي جوبيتر في دور الـ32 قبل أن يخسروا أمام سيلتا فيجو في دور الـ16. بعد موسم ثانٍ مختلط، غادر باكو النادي ليعود إلى إلتشي، حيث قاده إلى المركز الثاني في المجموعة الأولى من دوري الدرجة الثالثة، وبالتالي الوصول إلى مباراة الصعود، والتي لم يكن جزءًا منها لأنه في 1 فبراير، قام مرة أخرى بتبادل إلتشي مع مدريد بسبب عدم الرضا عن راتبه.
لم يمر عمله في ناسيونال وإلتشي دون أن يلاحظه ريال سرقسطة، الذي أبدى اهتمامه بالتعاقد معه، حيث قبل باكو العرض فقط بعد أن وافق سرقسطة على سلسلة من المطالب، بما في ذلك راتب شهري قدره 700 بيزيتا والسلطة الكاملة على الفريق والتشكيلات. في موسمه الأول (والوحيد) مع النادي (1934-1935)، بدأ في تشكيل فريق "أليفانتيس" الشهير، لكن سلطته الهادئة ومعرفته لم تكونا كافيتين حيث احتل سرقسطة المركز قبل الأخير في البطولة الإقليمية وفشل في تحقيق الصعود. ومع ذلك، فقد أكسبه الأداء القوي في بطولة كأس رئيس الجمهورية عام 1935 عرضًا قويًا من راسينغ سانتاندير، الذي كان يلعب في الدوري الإسباني آنذاك، والذي قبله، وبالتالي حل محل راندولف جالواي كمدرب جديد لراسينغ، وهو المنصب الذي شغله لمدة عام واحد فقط. في موسمه الأول (والوحيد) مع راسينغ، قادهم إلى المركز الرابع، خلف أتليتيك بلباو، ومدريد، وريال أوفييدو فقط.

### الحرب الأهلية
خلال موسمه على رأس راسينغ، وجد باكو نفسه في جدال في الصحافة الكانتابرية مع المحامي روبرتو ألفاريز إيجورين، لاعب راسينغ السابق والرئيس السابق لاتحاد كرة القدم الكانتابري، والذي تم تعيينه لاحقًا رئيسًا للمحكمة الشعبية في سانتاندير عند اندلاع الحرب الأهلية الإسبانية، ومن هذا المنصب أجبر باكو على الاستقالة من منصبه كمدير لراسينغ ثم سجنه في 26 أغسطس 1937، بعد اتهامه بعدم التأييد للجبهة الشعبية. أثناء وجوده في السجن، عانى من نوبة هوس اضطهادي وحاول الانتحار بالقفز إلى الفناء أثناء اقتياده إلى زنزانته، بعد أن تم التأكيد له للتو على أن جميع أطفاله الثلاثة سيتم نقلهم إلى الاتحاد السوفيتي.
بعد أن أصيب بارتجاج شديد في المخ أثناء محاولته الانتحار، تم إرسال باكو إلى مستشفى فالديسيلا، حيث عثرت عليه قوات فرانكو عندما دخلت المدينة، وبسبب حالته العقلية السيئة، بما في ذلك فقدان كبير للذاكرة، أدخلته عائلته إلى مصحة كونجو في كورونيا، بالقرب من سانتياغو دي كومبوستيلا. وعندما استعاد وعيه، اعتقد في البداية أنه محتجز لدى نشطاء اشتراكيين بتهمة القتل الكاذبة في سانتاندير. في يونيو 1940 سمحت له سلطات المؤسسة بالخروج لحضور مباراة بين ديبورتيفو وكومبوستيلا سبورتينغ، وبعد فترة وجيزة تم تعيينه مدربًا للفريق الأخير، الذي كان بين صفوفه العديد من السجناء السياسيين الذين سُمح لهم أيضًا بالخروج فقط للعب في مباريات الفريق.

### مسيرته المهنية اللاحقة
بعد مغادرة المصحة في ديسمبر 1942، كان باكو موضوع مباراة تكريمية في 3 يناير 1943 في ملعب ريازور، حيث واجه فريق ديبورتيفو مع العديد من المحاربين القدامى فريقًا غاليسيًا معززًا بصديقه زامورا، والتي انتهت بالتعادل 3-3.
واصل باكو تدريب نادي سالامانكا في موسم 1943-1944، ثم نادي إلدينسي في الموسم التالي. في عام 1945، عاد إلى كومبوستيلا، حيث درب نادي كومبوستيلا لكرة القدم كهاوٍ، والذي توقف عن الوجود في عام 1946، ثم انتقل إلى نادي سانتياغو في الموسم التالي. في يونيو 1947، كان موضوع مباراة تكريمية بين سانتياغو ونادي أرينال، حيث بدأ باكو البالغ من العمر 50 عامًا مع الفريق الأول، وشكل خط هجوم مع المخضرمين رامون بولو وفيسينتي ري.

## الحياة اللاحقة والموت
خارج كرة القدم، عمل باكو كمسؤول نقابي، وهي الوظيفة التي وفرها له صديقه فرناندو فويرتيس دي فيلافيسينسيو، لاعب أتلتيكو مدريد السابق، وظل هناك حتى نهاية حياته العملية. كان رجلاً متعدد الأوجه، وكان أيضًا رسامًا وشاعرًا وملحنًا لعدة مؤلفات لجوقة Follas Novas، بما في ذلك Como ch'eu quero ("كما أريد") بكلمات Leandro Carré Alvarellos وتم تنسيقه بواسطة مانويل فرنانديز أمور.
توفي باكو في كورونيا في 9 فبراير 1976، عن عمر يناهز 78 عامًا.

## الأوسمة
ريال مدريد
- بطولة سنترو :
  - الأبطال (3): 1919-1920، 1921-1922، و1925-1926